# Apatura martini
Apatura martini är en fjärilsart som beskrevs av Hans Fruhstorfer 1906. Apatura martini ingår i släktet Apatura och familjen praktfjärilar. Inga underarter finns listade i Catalogue of Life.